# NGC 199
NGC 199는 물고기자리에 위치한 렌즈형 은하이다. 1862년 9월 24일, 하인리히 루트비히 다레스트에 의해 발견되었다.

## 같이 보기
- 렌즈형은하
- NGC 1 ~ 999 목록
- 물고기자리